# HMS Victory (1737)
A HMS Victory a Brit Királyi Haditengerészet elsőosztályú sorhajója volt, amely a legjobban felfegyverzett és legnagyobb hadihajó volt a 18. század első felében.
1736–1737 között épült Portsmouth-ban, és ötödikként viselte a brit flottában ezt a nevet. Az angol hadtörténet két jelentős admirálisa, Sir John Norris és Sir John Balchin alatt zászlóshajóként szolgált. A háromárbócos óriás volt a mintaelődje a napóleoni Franciaország ellen vívott 1805-ös trafalgari csatában győztes Horatio Nelson brit altengernagy azonos nevű, legendás zászlóshajójának.
Hétéves története során elsősorban harcmentes küldetésekbe sorolták, mintegy elrettentő erőként. 1744 júliusában egy mediterrán konvoj biztosítására hajózott ki, amelyet Lisszabonnál a francia flotta tartott sakkban. Miután sikeresen elűzte a franciákat, Gibraltárig kísérte a többi hajót, majd hazaindult Angliába, fedélzetén a holland kereskedőházak 400 ezer font értékű aranyával. Ez azonban már nem ért célt: a Victory 1744. október 4/5-én, Anglia partjaihoz közel egy viharban elsüllyedt.
A floridai székhelyű Odyssey Marine Exploration kincskereső expedíciója 2008 májusban bukkant a 100 méter mély hullámsírban fekvő roncsokra.